# Restauração do capitalismo
A Restauração capitalista nos antigos Estados operários burocráticos é objeto de uma acirrada polêmica no interior do Marxismo.
Para os membros da chamada corrente "morenista" do Trotskysmo (referência a Nahuel Moreno, dirigente argentino da IV Internacional), como o PSTU no Brasil e a LIT-QI a restauração do capitalismo se consolidou na URSS e Leste Europeu, durante a década de 1980, em Cuba no início da década de 1990 e na China nos últimos dois anos da década de 1970. Baseam sua análise no abandono dos três pilares "indissociáveis" que definiam estes países no terreno econômico como "de transição ao socialismo" ou "não-capitalistas": A  Economia planificada, o monopólio estatal do comércio exterior e propriedade estatizada dos meios de produção .
Os membros da organização liderada por Pierre Lambert e Daniel Gluckstein, a IV Internacional (1993), afirmam que o processo de restauração capitalista não se deu por completo nos antigos Estados operários, tendo em vista a atualidade da premissa histórica afirmada por Trotsky no Programa de Transição ao Socialismo, documento de fundação da IV Internacional. Segundo Trotsky as forças produtivas pararam de crescer e começam a apodrecer. O conceito de Gluckstein de imperialismo senil desenvolve ainda mais esta ideia, afirmando que a impossibilidade de restauração capitalista no Leste é a prova viva da atualidade do Programa de Transição, pois, segundo Gluckstein, houve apenas a criação de estados dominados por máfias, sem uma burguesia local, isto é, a burocracia stalinista ao invés de tornar-se burguesia se tornou uma camarilha mafiosa, o que implica que não houve total restauração do capitalismo, visto que é óbvio que não há capitalismo sem burguesia.

## Restauração naURSS
Segundo às formulações da LIT-QI o processo de restauração do capitalismo na URSS vai se dando na medida em que cresce o comércio exterior com os países não comunistas, uma vez que cada vez mais o Lucro e as necessidades do mercado capitalista determinam o plano econômico, em detrimento do sistema vigente soviético. No entanto este processo dá um salto qualitativo em 1986 com o fim da planificação da economia e do monopólio do comércio exterior (o ministério do monopólio do comércio exterior é extinto) votado pelo pleno do Comitê Central do PCUS de junho. Estas medidas abrem o caminho para a completa subordinação da economia soviética aos interesses do mercado internacional e, em conjunto com outros fatores (como a própria limitação de uma economia na concepção de "socialismo em um só país") acaba por levar a uma crise de desabastecimento, que influenciará o processo revolucionário de 1991, no qual a burocracia estalinista é derrubada.
1. ↑  Martín Hernández. «Prólogo ao livro O Veredicto da História de Martín Hernández». marxists.org. Consultado em 20 de agosto 2018